# Jean-Monnet-Stiftung für Europa
Die Jean-Monnet-Stiftung für Europa (Fondation Jean Monnet Pour L’Europe) ist eine unabhängige und überparteiliche Einrichtung, deren Sitz sich auf dem Campus der Universität Lausanne befindet.

## Geschichte
Die Stiftung wurde 1978 von Jean Monnet gegründet und hat ihren Sitz auf dem Campus Dorigny der Universität Lausanne. Präsident ist der ehemalige Präsident des Europäischen Parlaments und Träger des Aachener Karlspreises, Pat Cox. Direktor ist Gilles Grin.

## Aktivitäten
Jean Monnet gilt als Vater der Europäischen Union und war der erste Präsident der Europäischen Gemeinschaft für Kohle und Stahl. Er war der erste Ehrenbürger Europas. Die Stiftung verwaltet das persönliche Archiv von Jean Monnet sowie weiteren europäischen Persönlichkeiten, wie Robert Schuman, Robert Marjolin, Paolo Emilio Taviani und Jacques Delors. Sie bietet damit eine Reihe einzigartiger Dokumente zu den Ursprüngen und der Entwicklung der Europäischen Union. Die Stiftung versteht sich als ein Ort des europäischen Dialogs. Sie vergibt jedes Jahr mehrere „Henri Rieben“-Stipendien und verleiht seit dem Jahr 2000 die Goldmedaille der Jean-Monnet-Stiftung für Europa (Médaille d’or de la Fondation Jean Monnet pour l’Europe).

## Träger der Goldmedaille der Jean-Monnet-Stiftung
Seit dem Jahr 2000 wurden die folgenden Persönlichkeiten mit der Verleihung der Goldmedaille der Jean-Monnet-Stiftung für Europa geehrt:
- José Manuel Barroso, Präsident der Europäischen Kommission;
- Carlo Azeglio Ciampi, Präsident der Italienischen Republik;
- Emilio Colombo, ehemaliger Präsident des italienischen Rates, ehemaliger Präsident des Europäischen Parlaments;
- Mario Draghi, Präsident der Europäischen Zentralbank;
- Valéry Giscard d’Estaing, ehemaliger Präsident der Französischen Republik;
- Jean-Claude Juncker, Premierminister des Großherzogtums Luxemburg und Präsident der Eurogruppe;
- Helmut Kohl, ehemaliger Bundeskanzler der Bundesrepublik Deutschland;
- Ferenc Mádl, Präsident der Republik Ungarn;
- Romano Prodi, Präsident der Europäischen Kommission, ehemaliger Präsident des italienischen Rates;
- Helmut Schmidt, ehemaliger Bundeskanzler der Bundesrepublik Deutschland;
- Martin Schulz, Präsident des Europäischen Parlaments;
- Javier Solana, ehemaliger Hoher Vertreter der EU für die Gemeinsame Außen- und Sicherheitspolitik;
- Herman Van Rompuy, Präsident des Europäischen Rates.